# Belemnia gemmanseryx
Belemnia gemmanseryx là một loài bướm đêm thuộc phân họ Arctiinae, họ Erebidae.